# Heliococcus ardisiae
Heliococcus ardisiae är en insektsart som först beskrevs av Siraiwa 1939.  Heliococcus ardisiae ingår i släktet Heliococcus och familjen ullsköldlöss. Inga underarter finns listade i Catalogue of Life.